# Harold Innis
Harold Adams Innis (5. listopadu 1894 – 8. listopadu 1952) byl kanadský mediální teoretik, historik ekonomie a politický ekonom.
Byl profesorem na univerzitě v Torontu. Jeho filozoficko-ekonomicko-historický přístup k lidské komunikaci měl mimořádný vliv na teorii masové komunikace a mediální studia a získal název Torontská škola. Jeho nejslavnějším žákem se stal Marshall McLuhan, řada jeho známých teorií pramení právě z méně známého Innisova díla. Svou teorii komunikace rozvinul především v knihách Empire and Communications a The Bias of Communication. V Kanadě je rovněž vlivný jeho popis ekonomického vývoje Kanady.